# Michail Wielhorski

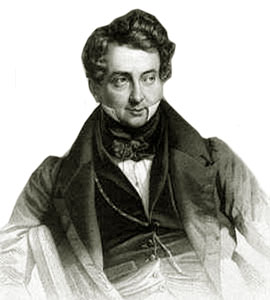
Porträt um 1820

Michail Jurjewitsch Wielhorski (russisch Михаи́л Ю́рьевич Виельго́рский; * 31. Oktoberjul. / 11. November 1787greg. in Wolhynien; † 9. Septemberjul. / 21. September 1856greg. in Moskau) war ein russischer Cellist und Komponist polnisch-russischer Herkunft.

## Leben

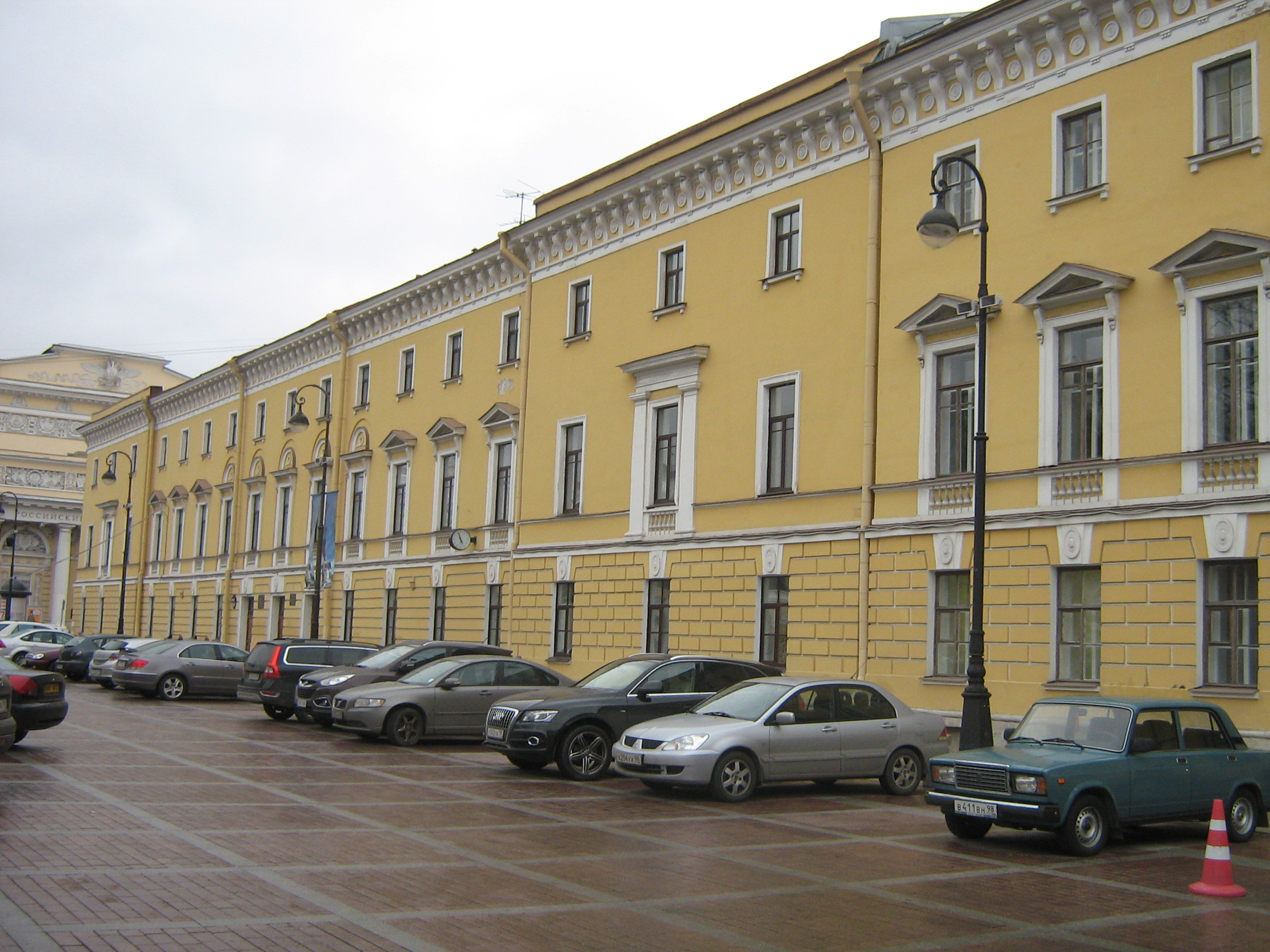
Das ehemalige Haus der Wielhorski, heute das Kollegium des Russischen Museums in Sankt Petersburg

Wielhorski studierte Musik und war ein Schüler von Kiesewetter und Romberg. Er komponierte eine Anzahl populärer Lieder. Sein Haus in Sankt Petersburg war ein Zentrum der musikalischen und literarischen Kreise der Stadt. Robert Schumann zeigte sich auf einer Russlandreise beeindruckt von seinen Fähigkeiten als Cellist. Michail Wielhorski galt als Freund von Zar Nikolaus I. und er hatte seitens des Hofministerium die Aufgabe, Musiker auszuwählen und sie dem Hof in St. Petersburg vorzustellen. So spielten dort unter anderem auch Adolph von Henselt (1814–1889) und Liszt.
Wielhorski war nacheinander, 1812 mit Catherine von Biron (1793–1813) und 1816 Louise von Biron (1791–1853), Töchtern von Karl Ernst von Biron (1728–1801) vermählt. Die erste Gattin verstarb im Kindbett, mit der zweiten hatte er fünf Kinder. Die Schriftsteller Wladimir Alexandrowitsch Sollogub (1813–1882) und Dmitri Wladimirowitsch Wenewitinow (1805–1827) waren seine Schwiegersöhne.

## Werke (Auswahl)
- Air varié, Wielhorski, Michail: Thema mit Variationen, 1823[4]
- Zwei Lieder (Arrangiert für Klavier), Digitale Noten-ID: SM-000010157